# Nigel Spikes
Nigel Spikes (Fort Lauderdale, 18 ottobre 1989) è un cestista statunitense.

## Palmarès
- NBA Development League: 1

Sioux Falls Skyforce: 2016